# Притула, Остап Игоревич
Оста́п И́горевич Приту́ла (укр. Остап Ігорович Притула; род. 24 июня 2000, Львов) — украинский футболист, полузащитник львовского «Руха».

## Клубная карьера
Остап начинал свою карьеру в детской команде «Покрова», откуда позднее он перебрался в клуб «Карпаты». В сезоне 2019/20 его стали привлекать к тренировкам и матчам первой команды этого клуба. 23 февраля он дебютировал за «Карпаты» в матче украинской премьер-лиги против «Днепра-1». Всего в своём первом сезоне на взрослом уровне полузащитник принял участие в 6 встречах украинского первенства. По его итогам «Карпаты» понизились в классе на 2 уровня. В сезоне 2020/21 Остап провёл 1 игру во второй лиге, после чего присоединился к клубу премьер-лиги «Рух». 2 мая 2021 года полузащитник забил первый гол в карьере, поразив ворота «Александрии» в матче высшего дивизиона.

## Карьера в сборной
В 2016 году Остап провёл 2 встречи за юношескую сборную Украины (до 16 лет). С 2021 года полузащитник является членом молодёжной сборной страны.

## Клубная статистика
| Выступление      | Выступление      | Выступление      | Чемпионат | Чемпионат | Кубок Суперкубок | Кубок Суперкубок | Еврокубки | Еврокубки | Итого | Итого |
| Клуб             | Лига             | Сезон            | Игры      | Голы      | Игры             | Голы             | Игры      | Голы      | Игры  | Голы  |
| ---------------- | ---------------- | ---------------- | --------- | --------- | ---------------- | ---------------- | --------- | --------- | ----- | ----- |
| Карпаты (Львов)  | УПЛ              | 2019/20          | 6         | 0         | 0                | 0                | —         | —         | 6     | 0     |
| Карпаты (Львов)  | ВФЛ              | 2020/21          | 1         | 0         | 0                | 0                | —         | —         | 1     | 0     |
| Карпаты (Львов)  | Итого            | Итого            | 7         | 0         | 0                | 0                | 0         | 0         | 7     | 0     |
| Рух              | УПЛ              | 2020/21          | 16        | 2         | 0                | 0                | —         | —         | 16    | 2     |
| Рух              | Итого            | Итого            | 16        | 2         | 0                | 0                | 0         | 0         | 16    | 2     |
| Всего за карьеру | Всего за карьеру | Всего за карьеру | 23        | 2         | 0                | 0                | 0         | 0         | 23    | 2     |